# Gimnastică la Jocurile Olimpice de vară din 1960

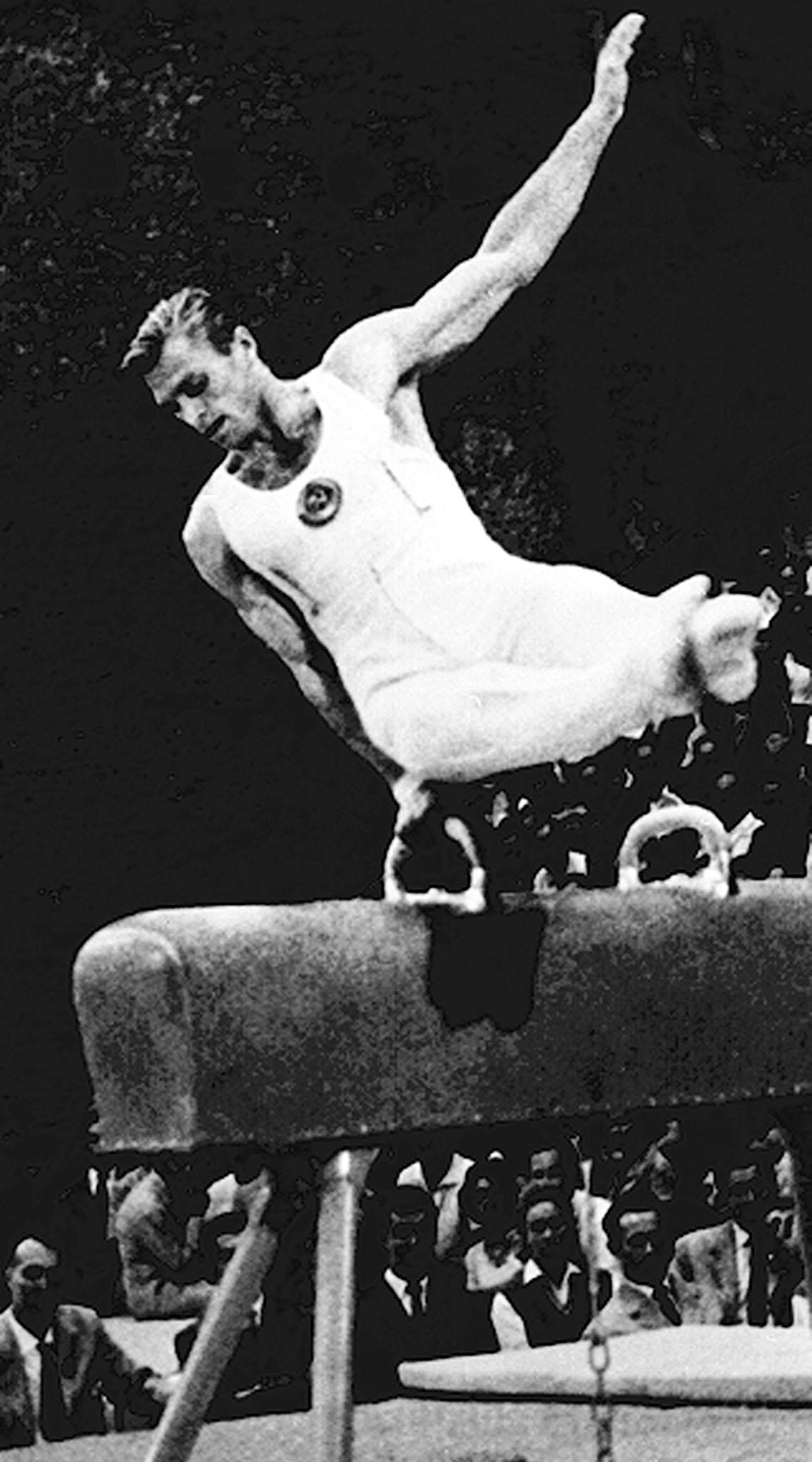
Boris Șahlin a câștigat 7 medalii, dintre care 4 de aur

Probele de gimnastică la Jocurile Olimpice de vară din 1960  s-au desfășurat în perioada 5 - 10 septembrie 1960 la Terme di Caracalla din Roma. Au participat 254 de sportivi din 33 de țări.

## Medaliați

### Gimnastică artistică

#### Masculin
| Probă                     | Aur | Argint | Bronz |
| Echipe compus detalii     | Japonia (JPN) · Nobuyuki Aihara · Yukio Endō · Takashi Mitsukuri · Takashi Ono · Masao Takemoto · Shuji Tsurumi | Uniunea Sovietică (URS) · Albert Azarean · Valeri Kerdemilidi · Nikolai Miligulo · Vladimir Portnoi · Boris Șahlin · Iuri Titov | Italia (ITA) · Giovanni Carminucci · Pasquale Carminucci · Gianfranco Marzolla · Franco Menichelli · Orlando Polmonari · Angelo Vicardi |
| Individual compus detalii | Boris Șahlin (URS)                                                                                              | Takashi Ono (JPN) | Iuri Titov (URS) |
| Sol detalii               | Nobuyuki Aihara (JPN)                                                                                           | Iuri Titov (URS) | Franco Menichelli (ITA) |
| Cal cu mânere detalii     | Eugen Ekman (FIN)                                                                                               | | Shuji Tsurumi (JPN) |
| Cal cu mânere detalii     | Boris Șahlin (URS)                                                                                              | | Shuji Tsurumi (JPN) |
| Inele detalii             | Albert Azarean (URS)                                                                                            | Boris Șahlin (URS) | Takashi Ono (JPN) |
| Inele detalii             | Albert Azarean (URS)                                                                                            | Boris Șahlin (URS) | Velik Kapsazov (BUL) |
| Sărituri detalii          | Boris Șahlin (URS)                                                                                              | | Vladimir Portnoi (URS) |
| Takashi Ono (JPN)         | | | Vladimir Portnoi (URS) |
| Paralele detalii          | Boris Șahlin (URS)                                                                                              | Giovanni Carminucci (ITA) | Takashi Ono (JPN) |
| Bară detalii              | Takashi Ono (JPN)                                                                                               | Masao Takemoto (JPN) | Boris Șahlin (URS) |

#### Feminin
| Probă                     | Aur | Argint | Bronz |
| Echipe compus detalii     | Uniunea Sovietică (URS) · Polina Astahova · Lidia Ivanova · Larisa Latînina · Tamara Liuhina · Sofia Muratova · Margarita Nikolaeva | Cehoslovacia (TCH) · Eva Bosáková · Věra Čáslavská · Matylda Matoušková · Hana Růžičková · Ludmila Švédová · Adolfína Tkačíková | România (ROU) · Atanasia Ionescu · Sonia Iovan · Elena Leușteanu · Emilia Vătășoiu-Liță · Elena Niculescu · Uta Poreceanu |
| Individual compus detalii | Larisa Latînina (URS) | Sofia Muratova (URS) | Polina Astahova (URS) |
| Sărituri detalii          | Margarita Nikolaeva (URS) | Sofia Muratova (URS) | Larisa Latînina (URS) |
| Paralele inegale detalii  | Polina Astahova (URS) | Larisa Latînina (URS) | Tamara Liuhina (URS) |
| Bârnă detalii             | Eva Bosáková (TCH) | Larisa Latînina (URS) | Sofia Muratova (URS) |
| Sol detalii               | Larisa Latînina (URS) | Polina Astahova (URS) | Tamara Liuhina (URS) |

## Clasament pe medalii
| Loc     | Țară              | Aur | Argint | Bronz | Total |
| ------- | ----------------- | --- | ------ | ----- | ----- |
| 1       | Uniunea Sovietică | 10  | 8      | 8     | 26    |
| 2       | Japonia           | 4   | 2      | 3     | 9     |
| 3       | Cehoslovacia      | 1   | 1      | –     | 2     |
| 4       | Finlanda          | 1   | –      | –     | 1     |
| 5       | Italia            | –   | 1      | 2     | 3     |
| 6       | Bulgaria          | –   | –      | 1     | 1     |
| România | –                 | –   | 1      | 1     |       |
| Total   | Total             | 16  | 12     | 15    | 43    |